# Marie Kreutzer

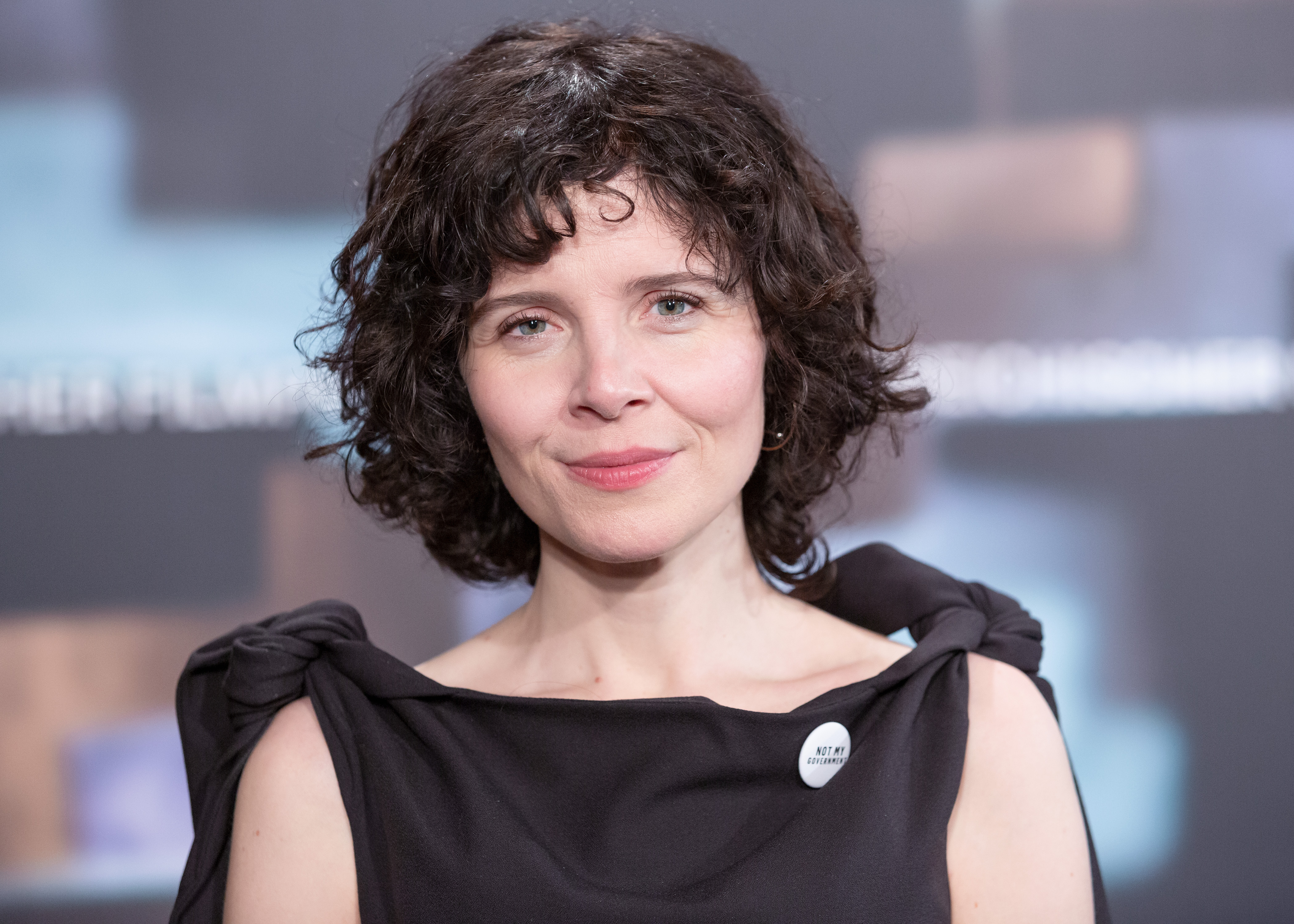
Marie Kreutzer beim Österreichischen Filmpreis 2019

Marie Kreutzer (* 25. August 1977 in Graz) ist eine österreichische Filmregisseurin und Drehbuchautorin.

## Leben
Marie Kreutzer wuchs in Gleisdorf und Graz auf, wo sie die AHS Modellschule besuchte, eine Alternativschule mit künstlerischem Schwerpunkt. 1995 maturierte sie und studierte anschließend Romanistik und Germanistik in Graz und Wien. 1997 bis 2005 studierte sie Drehbuch und Dramaturgie bei Walter Wippersberg an der Filmakademie Wien. Im Juni 2006 schloss das Studium mit ihrer Diplomarbeit zum Thema Dramaturgie des Kurzspielfilms mit Auszeichnung ab. Mit ihrem ersten Langspielfilm Die Vaterlosen, in dem sie die Geschichte einer Kommune erzählt, gewann sie u. a. den Großen Preis des österreichischen Filmfestivals Diagonale.
Ihr Spielfilm Der Boden unter den Füßen wurde bei den Internationalen Filmfestspielen Berlin 2019 für den Wettbewerb um den Goldenen Bären nominiert. Ein Jahr später erschien Was wir wollten, an dessen Drehbuch Kreutzer mitgearbeitet hatte. 2022 folgte mit Corsage ein Historiendrama um Kaiserin Elisabeth von Österreich-Ungarn. Der Film feierte seine Premiere in der Reihe Un Certain Regard bei den Filmfestspielen von Cannes.
Nach der Veröffentlichung von Corsage wurde ein Kinderpornographie-Fall von Hauptdarsteller Florian Teichtmeister bekannt, zudem wurden einem zweiten Darsteller Übergriffe vorgeworfen, wovon Kreutzer bereits vor den Dreharbeiten Kenntnis gehabt haben soll. Beim österreichischen Filmpreis 2023 hielt Kreutzer eine Rede, in der sie die Nominierung von Corsage verteidigte und von drei MeToo Fällen in der Filmbranche berichtete, darunter eine nicht einvernehmliche Oralsex-Szene. Kurz darauf dementierten sowohl der betroffene Regisseur als auch die Schauspielerin die Vorwürfe, betonten, dass es sich um einvernehmliche und geschützte Dreharbeiten gehandelt habe und sie nicht mit Kreutzer Kontakt gehabt hätten. Die Regisseurin Katharina Mückstein kritisierte die Rede von Kreutzer: „Es ist auch Machtmissbrauch, Geschichten von Übergriffen in die Öffentlichkeit zu bringen, ohne das mit den jeweiligen Betroffenen abgesprochen zu haben. Stell dir vor, du sitzt beim Filmpreis im Publikum, und deine Geschichte wird dort plötzlich auf der Bühne erzählt.“
Marie Kreutzer ist mit einem Szenenbildner, der wie sie im Filmgeschäft tätig ist, verheiratet und ist Mutter einer Tochter sowie Stiefmutter von drei weiteren Kindern. Sie ist die Tochter der steirischen Grünen-Politikerin Ingrid Lechner-Sonnek.
2023 wurde sie in die Europäische Filmakademie aufgenommen.

## Filmografie
- 2000: Cappy Leit, Kurzspielfilm

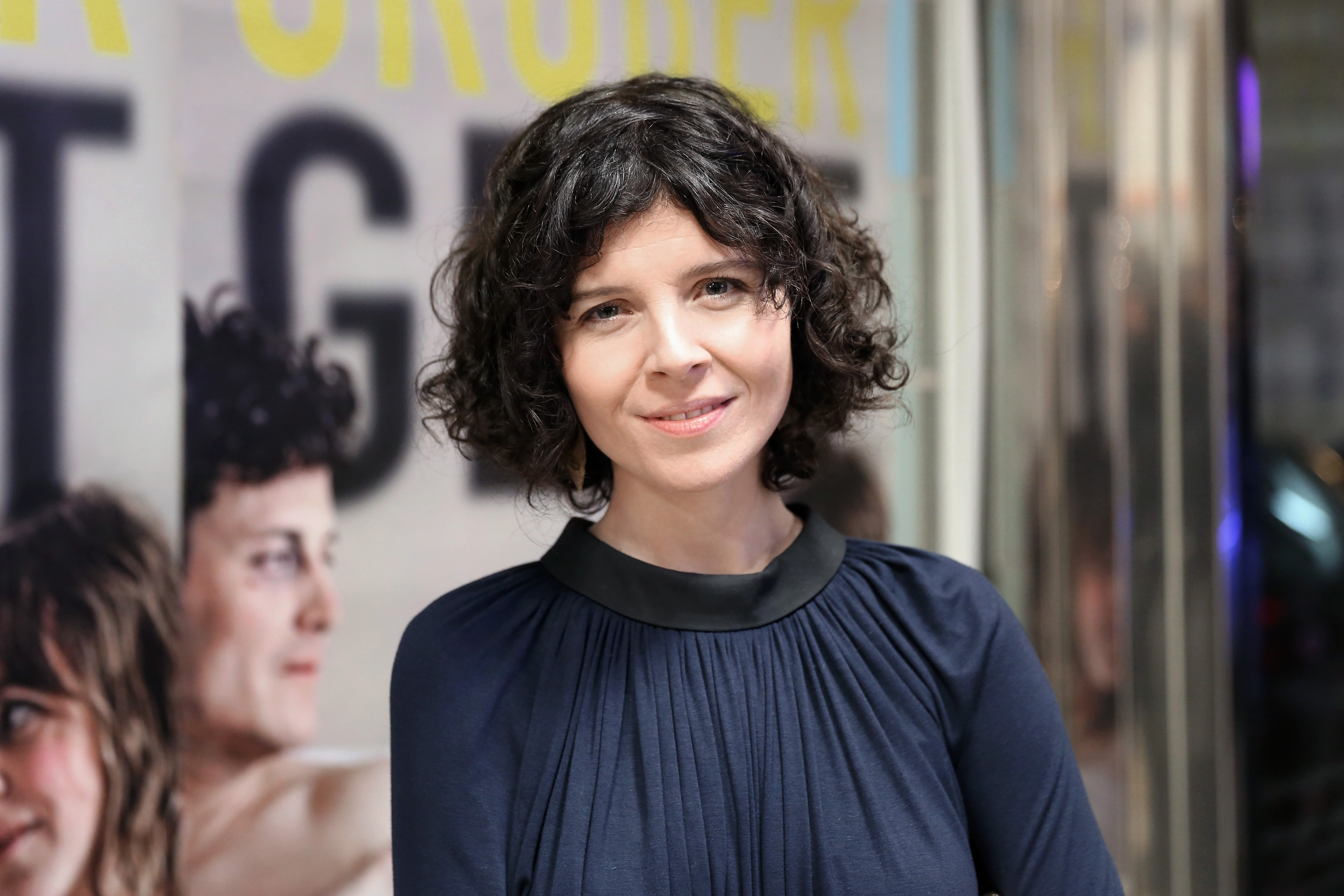
Marie Kreutzer bei der Premiere von Gruber geht in Wien, 2015

- 2002: un peu beaucoup, Kurzspielfilm
- 2006: White Box, Kurzspielfilm nach einer Erzählung von Siri Hustvedt
- 2007: Punsch Noël, Kurzspielfilm
- 2009: Ingrid, Kurzspielfilm
- 2011: Die Vaterlosen, Spielfilm
- 2015: Gruber geht, nach dem Roman von Doris Knecht
- 2016: Was hat uns bloß so ruiniert
- 2017: Stadtkomödie – Die Notlüge  (Fernsehreihe)
- 2019: Der Boden unter den Füßen
- 2020: Was wir wollten
- 2021: Landkrimi – Vier (Fernsehreihe)
- 2022: Corsage
- 2025: Landkrimi – Acht (Fernsehreihe)

## Auszeichnungen und Preise (Auswahl)
- 2000/01: 1. Preis des Jugendfilmwettbewerbs der Kurzfilmtage Oberhausen, 1. Preis des Drehbuchwettbewerbs der StudentInnen der Filmakademie Wien (Cappy Leit)
- 2003: 3. Preis der short cuts cologne 03 (un peu beaucoup)
- 2007: Thomas-Pluch-Drehbuchförderpreis der Diagonale
- 2011: Berlinale Panorama: lobende Erwähnung für den Besten Erstlingsfilm, Diagonale: Großer Preis Bester Spielfilm sowie drei weitere Preise, Bozner Filmtage: Preis für den Besten Spielfilm, 5 Seen-Filmfestival: Preis für den besten Nachwuchsfilm (Die Vaterlosen)
- 2012: Nominierung für den Österreichischen Filmpreis (Die Vaterlosen)
- 2017: Biberacher Filmfestspiele – Biber als bester Fernsehfilm für Die Notlüge[13]
- 2019: Nominierung für den Thomas-Pluch-Drehbuchpreis (Hauptpreis und Spezialpreis der Jury) für Der Boden unter den Füßen
- 2021: Biberacher Filmfestspiele – Biber als bester Fernsehfilm für Vier
- 2022: Best Film bei BFI London Film Festival 2022 für Corsage
- 2022: Bester TV-Film und Spezialpreis der Jury beim Fernsehfilmfestival Baden Baden für Vier
- 2023: Thomas-Pluch-Drehbuchpreis (Hauptpreis) für Corsage